# Friesack
Friesack est une ville allemande située dans le Land de Brandebourg dans l'arrondissement du Pays de la Havel.

## Personnalités liées à la ville
- Emil Schallopp (1843-1919), joueur d'échecs né à Friesack.
- Adalbert von Bredow (1814-1890), général né et mort à Briesen.